# Daniel Beckmann

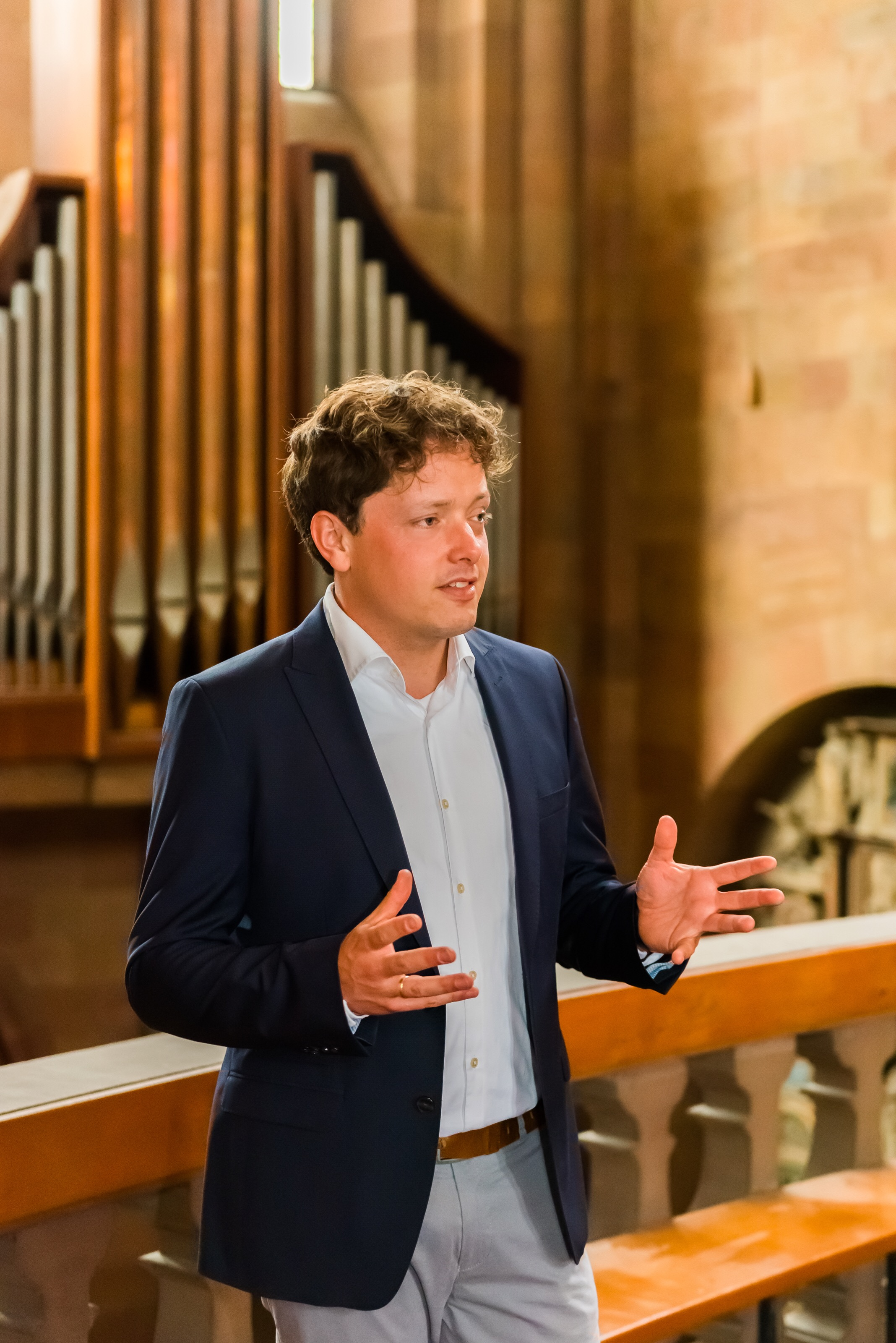
Daniel Beckmann, Domorganist im Mainzer Dom (2019).

Daniel Beckmann (* 6. Mai 1980 in Attendorn) ist ein deutscher Organist und Hochschullehrer.

## Leben
Beckmann wuchs in Lennestadt auf. Schon als Jugendlicher spielte er jede Woche in bis zu vier Sonntagsmessen die Orgel und ließ sich zum nebenamtlichen Kirchenmusiker ausbilden. Parallel zum Abitur am Gymnasium Maria Königin und dem Zivildienst studierte er als Jungstudent katholische Kirchenmusik und Orgel an der Staatlichen Hochschule für Musik in Detmold (Orgel bei Gerhard Weinberger). Er legte das A-Examen ab. Des Weiteren absolvierte er die künstlerische Reifeprüfung und das Konzertexamen mit Auszeichnung.
2005 erhielt er ein Stipendium des Deutschen Musikrats und wurde in die Bundesauswahl Junger Künstler aufgenommen. 2009 wurde er mit dem ersten Preis beim Internationalen Orgelwettbewerb in Saint-Maurice/Schweiz ausgezeichnet.
Von 2006 bis 2010 wirkte er als Dekanatskirchenmusiker des Erzbistums Paderborn für das Stadtdekanat Paderborn. 2010 wurde er als Nachfolger von Albert Schönberger zum Domorganisten am Mainzer Dom berufen. 2016 wurde er zum Honorarprofessor an der Hochschule für Musik Mainz ernannt.